# Edmundo Tudor
Edmundo Tudor, I conde de Richmond (11 de junio de 1430-Castillo de Carmarthen, 1 de noviembre de 1456), también conocido como Edmundo de Hadham, fue el padre del rey Enrique VII de Inglaterra.

## Biografía
Edmundo Tudor había nacido en Palacio Much Hadham en Hertfordshire o Hadham en Bedfordshire, siendo hijo de Owen Tudor y de Catalina de Valois (anteriormente reina consorte del rey Enrique V de Inglaterra). No se sabe con certeza de sí él al nacer fue legitimado o después de que sus padres estuvieron casados secretamente. En cualquier caso, su madre murió en 1437, pero su medio hermano, el rey Enrique VI de Inglaterra lo reconoció, nombrándolo Conde de Richmond en 1452.

### Matrimonio e hijo
En 1455, contrajo matrimonio con Margarita Beaufort, una hija del legitimado Juan Beaufort, I Duque de Somerset. Ella tenía doce años de edad en ese tiempo, y llegaría a estar embarazada en el siguiente año. Sin embargo, con el comienzo de las Guerras de las Dos Rosas, Richmond fue capturado por la familia yorkista de los Herbert y encarcelado en el castillo de Carmarthen, en el sur de Gales, en donde contrajo la plaga y murió. Enrique Tudor, su único hijo, futuro rey de Inglaterra y fundador de la dinastía Tudor, nació dos meses después de su muerte.